# Ben Kingsley
Sir Ben Kingsley (født 31. december 1943 i Yorkshire, England) er en engelsk skuespiller af indisk oprindelse. Han er bedst kendt for sin rolle som Gandhi i filmen af samme navn, for hvilken han blandt andet tildeltes to BAFTA-priser og en Oscar for bedste mandlige hovedrolle. Blandt hans andre kendte optrædener kan nævnes rollen som Itzhak Stern i filmen Schindlers liste.

## Tidlige liv og karriere
Ben Kingsley blev født som Krishna Pandit Bhanji i den lille by Snainton i England. Hans mor var den britiskfødte skuespillerinde og model Anna Lyna Mary, mens hans far, Rahimtulla Harji Bhanji, var en indisk læge født i Kenya og oprindelig bosiddende på Zanzibar, før han som 14-årig flyttede til Storbritannien. På mødrene side er Ben Kingsley muligvis af jødisk herkomst, omend han ikke selv mener, at det mulige jødiske slægtskab er tilstrækkeligt nært, til at han kan kalde sig jøde.
Kingsley gjorde sin debut som skuespiller som 23-årig, mens han studerede i Manchester. Senere blev han medlem af den prominente teatergruppe Royal Shakespeare Company, med hvem han i 1971 for første gang kom på Broadway. Da Kingsleys teaterkarriere begyndte at tage fart, ændrede han navn til Ben Kingsley af frygt for, at et fremmedartet navn ville virke afskrækkende. Året efter medvirkede han i sin første spillefilm, den britisk producerede Fear Is the Key. Med rollen som Mahatma Gandhi i filmen Gandhi fra 1982 blev Ben Kingsley internationalt kendt.
For sin rolle i filmen Sexy Beast (2000) blev han nomineret til en Oscar for bedste mandlige birolle. I 2003 blev han nomineret til en Oscar for bedste mandlige hovedrolle for sin rolle i filmen House of Sand and Fog.

## Privatliv
Ben Kingsley blev i 2007 gift med den brasilianske skuespillerinde Daniela Lavender. Det er Kingsleys fjerde ægteskab. Han har i alt fire børn: Thomas Bhanji og Jasmin Bhanji med skuespillerinden Angela Morant samt Edmund Kingsley og Ferdinand Kingsley, begge skuespillere, med teaterdirektøren Alison Sutcliffe.

## Udvalgt filmografi
- Gandhi (1982)
- Lenin the Train (1988)
- Bugsy (1991)
- Schindlers liste (1993)
- Dave (1993)
- The Tale of Sweeney Todd (1998)
- Rules of Engagement (2000)
- Anne Frank: The Whole Story (2001)
- Sexy Beast (2000)
- House of Sand and Fog (2003)
- Oliver Twist (2005)
- Lucky Number Slevin (2006)
- Hugo (2011)
- Diktatoren (2012)
- Iron Man 3 (2013)
- Backstabbing for beginners (2017)

## Priser og nomineringer
Ben Kingsley vandt en Oscar for bedste mandlige hovedrolle for titelrollen i filmen Gandhi (1982), en rolle for hvilken han også vandt to BAFTA Awards og en Golden Globe Award. Derudover har han for senere filmroller været nomineret til yderligere tre Oscars, to BAFTA Awards og fem Golden Globes.
I 2002 blev Ben Kingsley slået til ridder af den britiske dronning. Han har beskrevet det som en større ære end at modtage en Oscar, og i årene efter insisterede han på at blive tiltalt Sir Ben - et krav han dog lader til at have frafaldet siden. Desuden er han blevet tildelt en stjerne på Hollywood Hall of Fame.